# Assassinat de Kleber
Assassinat de Kleber è un cortometraggio del 1897 diretto da Georges Hatot.

## Trama
Il generale Kleber arriva in un giardino, appena è di spalle un arabo si avvicina e lo colpisce alla schiena. Il generale cade a terra e l'uomo con il coltello viene afferrato.